# Live in Buffalo (álbum de Asia)
Live in Buffalo es un álbum en vivo de la banda británica de rock progresivo Asia y fue publicado en 2003.  Este álbum forma parte de la colección From the Asia Archives y fue relanzado a principios de 2004 por la misma discográfica.
Este álbum en directo fue grabado durante un concierto de la gira de su primer álbum Asia, que se realizó el 3 de mayo de 1982 en la ciudad de Búfalo, Nueva York en los Estados Unidos.
En este álbum, además de las canciones de su álbum debut homónimo, incluye dos solos de guitarra de Steve Howe, un solo del teclista Geoff Downes y el tema «Midnight Sun», el cual esta en el segundo álbum de estudio de la banda Alpha.

## Lista de canciones

### Disco uno
| Side one |                       |                                                       |          |  |
| N.º      | Título                | Escritor(es)                                          | Duración |  |
| 1.       | «Time Again»          | John Wetton / Geoff Downes / Carl Palmer / Steve Howe | 5:42     |  |
| 2.       | «One Step Closer»     | Wetton / Howe                                         | 4:28     |  |
| 3.       | «Without You»         | Wetton / Howe                                         | 5:50     |  |
| 4.       | «Ancient»             |                                                       | 4:10     |  |
| 5.       | «Claps»               |                                                       | 6:34     |  |
| 6.       | «Midnight Sun»        | Wetton / Downes                                       | 7:03     |  |
| 7.       | «Only Time Will Tell» | Wetton / Downes                                       | 4:35     |  |

### Disco dos
| Side one |                          |                        |          |  |
| N.º      | Título                   | Escritor(es)           | Duración |  |
| 1.       | «Cutting It Fine»        | Wetton / Downes / Howe | 5:53     |  |
| 2.       | «Keyboard Solo»          |                        | 4:16     |  |
| 3.       | «Wildest Dreams»         | Wetton / Downes        | 5:46     |  |
| 4.       | «Here Comes the Feeling» | Wetton / Downes        | 12:42    |  |
| 5.       | «Sole Survivor»          | Wetton / Downes        | 6:06     |  |
| 6.       | «Heat of the Moment»     | Wetton / Downes        | 5:31     |  |

## Formación
- John Wetton — voz principal y bajo
- Geoff Downes — teclados y coros
- Carl Palmer — batería
- Steve Howe — guitarra acústica, guitarra eléctrica y coros